# Cephalorhynchus eutropia
Espèce
Répartition géographique
Statut de conservation UICN

 NT  : Quasi menacé
Statut CITES
Le dauphin noir ou dauphin du Chili (Cephalorhynchus eutropia), est une espèce de mammifères de l'ordre des cétacés.

## Habitat
Le dauphin du Chili est limité aux eaux côtières froides et peu profondes. Selon Goodall (1994), il habite deux régions marines distinctes : (1) les chenaux du Cap Horn à Isla Grande de Chiloé et (2) les côtes ouvertes, les baies et les embouchures des rivières au nord d'Isla Chiloé. Il semble préférer les zones à influence d'eau douce, à flux de marée rapide et aux eaux peu profondes au-dessus des berges à l'entrée des fjords. Les dauphins pénètrent facilement dans les estuaires et les embouchures des rivières.

## Alimentation
Petits poissons en bancs, calmars, krill et autres crustacés

## Comportement
Typiquement par groupes de 2-15 individus, voire 20-50. Des concentrations de 4000 individus ont déjà été signalés par le passé. Rabat les poissons à l'aide de mouvements circulaires ou zigzagants. Souvent parmi les pêcheries d'oiseaux de mer et avec les Lagénorhynque de Peale.
Exécute de temps en temps des sauts moyennement hauts.  

## Les populations
Des études génétiques récentes (Pérez-Alvarez et al.2015, 2016) ont montré qu'il existe deux sous-populations distinctes : au nord de l'Isla Grande de Chiloé (côte nord) et au sud de la Laguna San Rafael (fjords sud). On pense que ce modèle est le résultat de l'expansion de l'aire de répartition post-glaciaire d'un refuge côtier nord pendant la glaciation dans les fjords sud après le dernier maximum glaciaire il y a environ 11000 ans (Pérez-Alvarez et al.2016). La structure génétique à petite échelle de la population reste inconnue, mais on soupçonne qu'une structuration substantielle pourrait exister entre des sous-populations localisées dans les fjords du sud où l'espèce semble être plus dispersée.